# Cololejeunea sharpii
Cololejeunea sharpii là một loài Rêu trong họ Lejeuneaceae. Loài này được Mizut. mô tả khoa học đầu tiên năm 1975.